# Luigi Mari
Luigi Mari (Màntua, 17 de febrer de 1781 – abans del 2 de març de 1839) fou un tenor italià que va crear el paper principal a Aureliano in Palmira de Rossini al Teatro alla Scala de Milà el 26 de desembre de 1813.